# Jaime Junaro
Jaime Junaro Durán (Oruro, Bolivia, 1949-7 de junio de 2021) fue un cantautor y guitarrista boliviano.

## Biografía
Sus hermanos son Emma y César, también cantantes. Falleció en su natal Bolivia, durante su vida residió en París como uno de los pioneros de la música folclórica de Bolivia asimismo ha realizado una serie de giras dentro y fuera de Bolivia. Su estilo musical es fusionar la danza del tinku con el rock dando otro estilo de carisma a la música denominado de otro color.

## Discografía
- 1993 - En la Mitad del Mundo
- 1995 - Las Lunas
- 1999 - Tu Semilla
- 2001 - Más Allá del Sol
- 2008 - Liberando utopías
- 2013 - Amor Rhebolución

## Colaboraciones
En 2016 colabora junto a su hermano César Junaro con la banda José Andrëa y Uróboros (formada por el exvocalista de Mägo de Oz José Andrëa) interpretando el tema "Los mineros volveremos". Esta colaboración ha sido grabada en directo para el disco "La Paz, donde todo es posible"